# 万載県
万載県（ばんさい-けん）は中華人民共和国江西省宜春市に位置する県。

## 行政区画
- 街道:康楽街道
- 鎮:株潭鎮、黄茅鎮、潭埠鎮、双橋鎮、高村鎮、羅城鎮、三興鎮、高城鎮、白良鎮
- 郷:鵝峰郷、馬歩郷、赤興郷、嶺東郷、白水郷、仙源郷、茭湖郷

## 交通

### 道路
- 高速道路
  - S38 昌栗高速道路
  - S81 万宜高速道路
- 国道
  - G320国道